# Bevanda

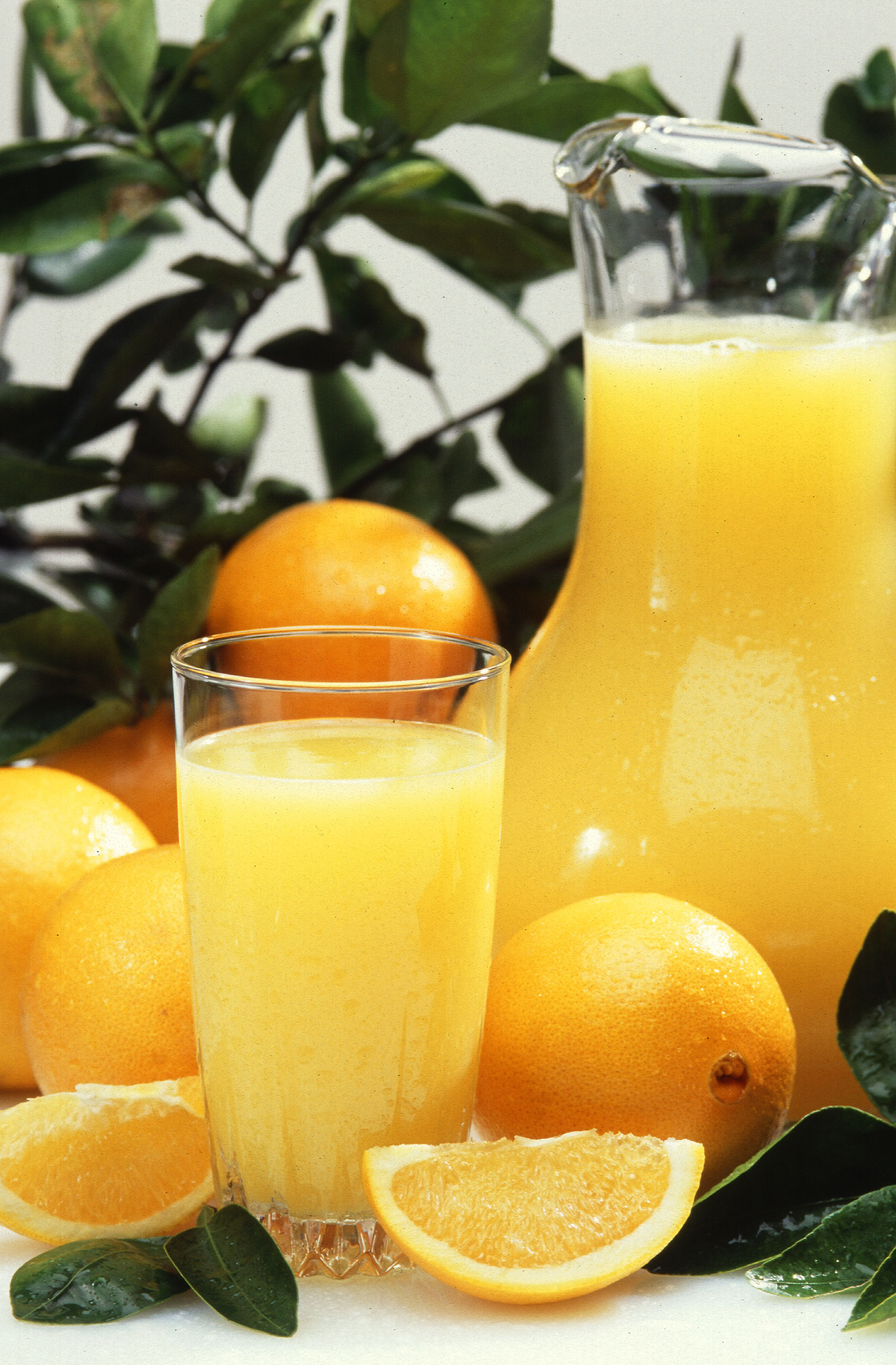
Succo di arancia

Una bevanda è un liquido adatto al consumo umano. Anche se la bevanda per eccellenza è sicuramente l'acqua, elemento indispensabile per la vita più del cibo, il termine molto spesso si riferisce per antonomasia alle bevande non alcoliche, fredde o calde, e a quelle alcoliche.
Molte bevande vengono preparate con una dose concentrata di prodotto (succo d'arancia, succo di limone) che viene diluita con acqua normale (bibite non gassate) o con acqua satura di anidride carbonica (bibite gassate).

## Le bevande più diffuse

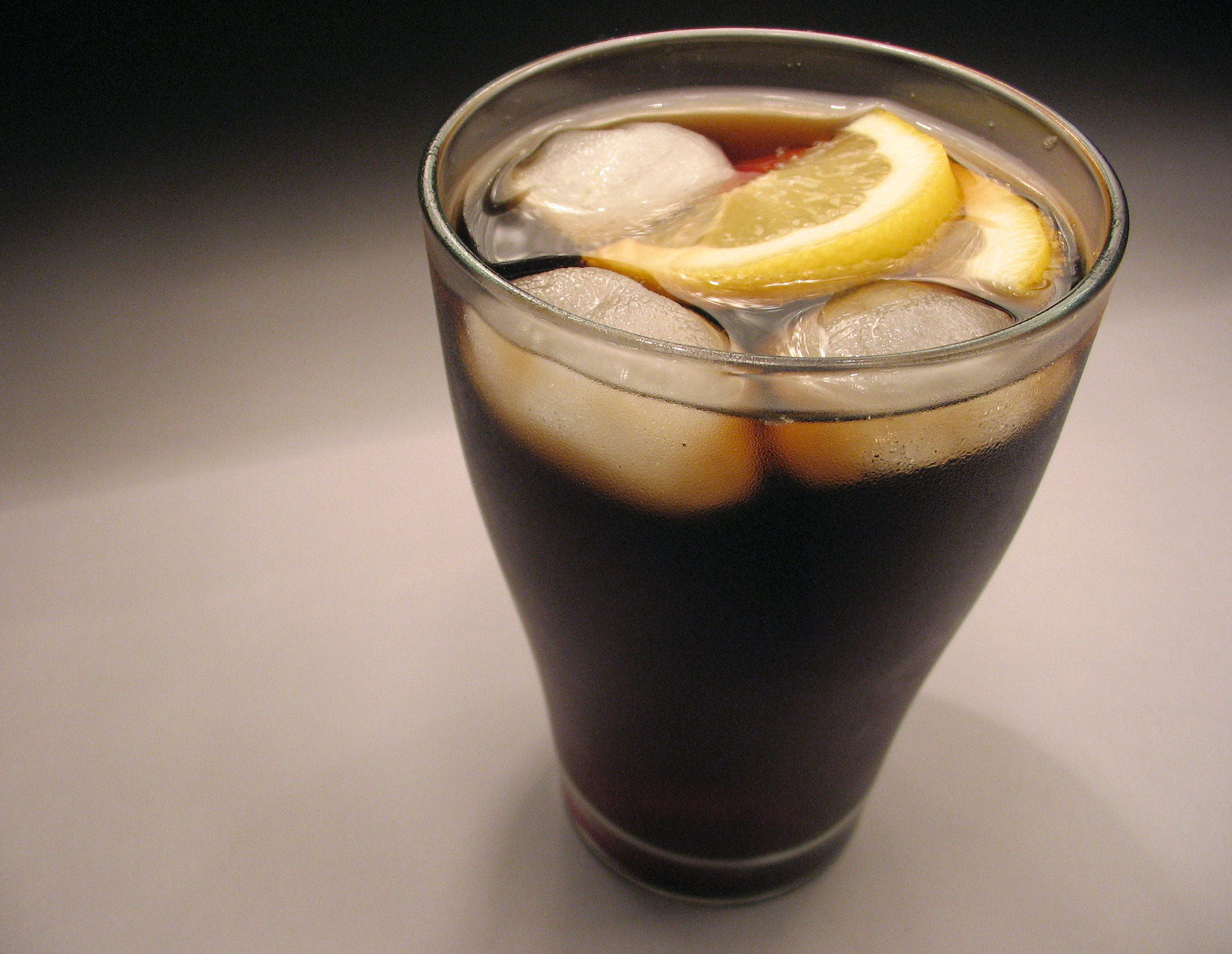
Bicchiere di Coca Cola, la più famosa bevanda gassata del mondo

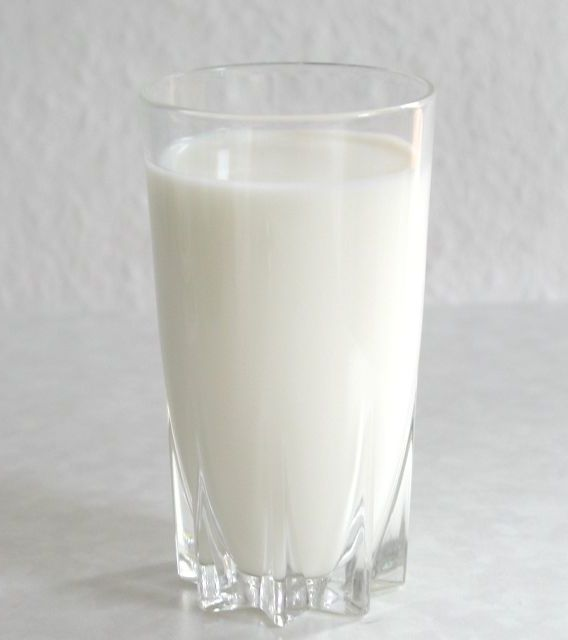
Un bicchiere di latte

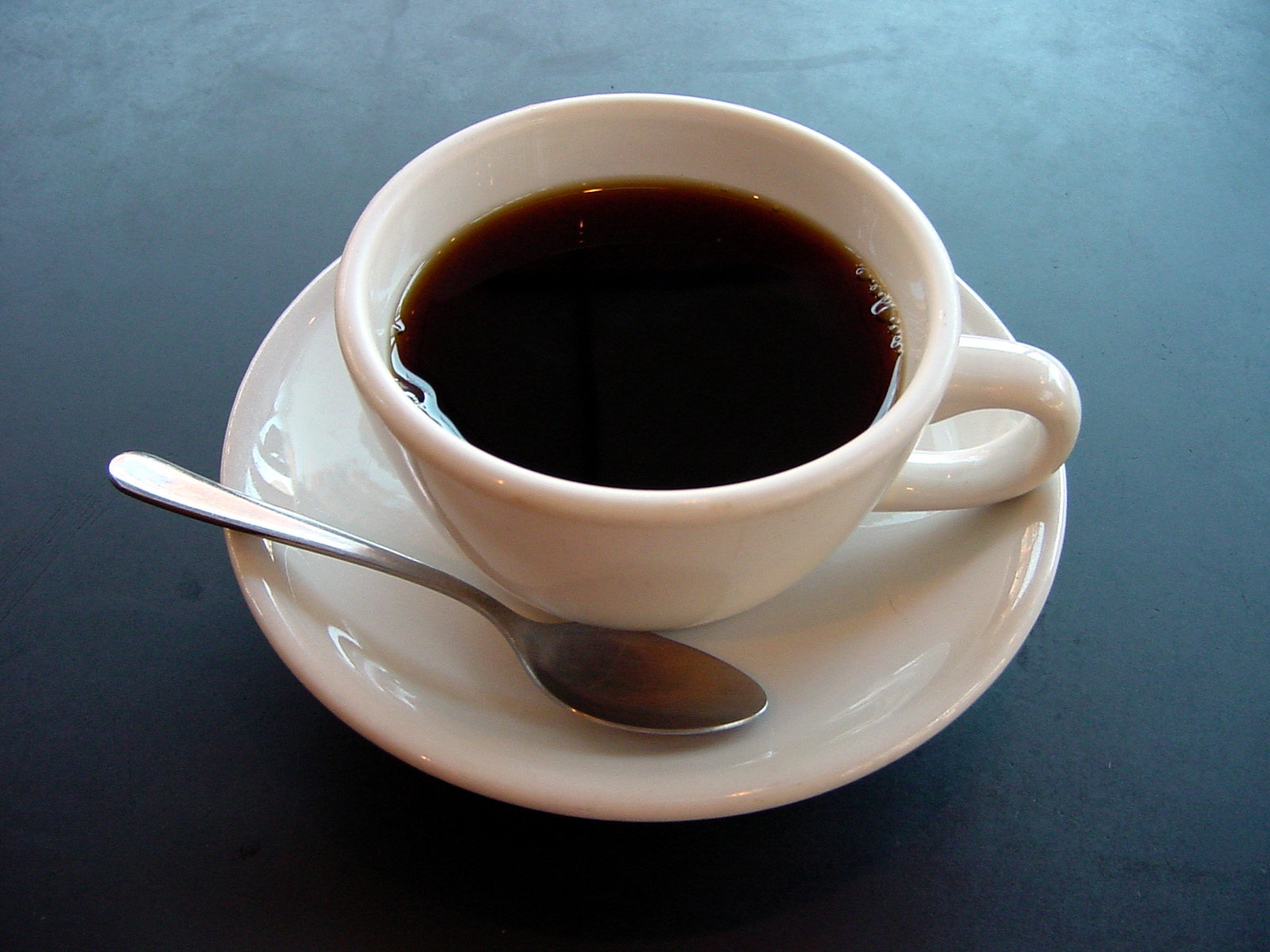
Una tazzina di caffè

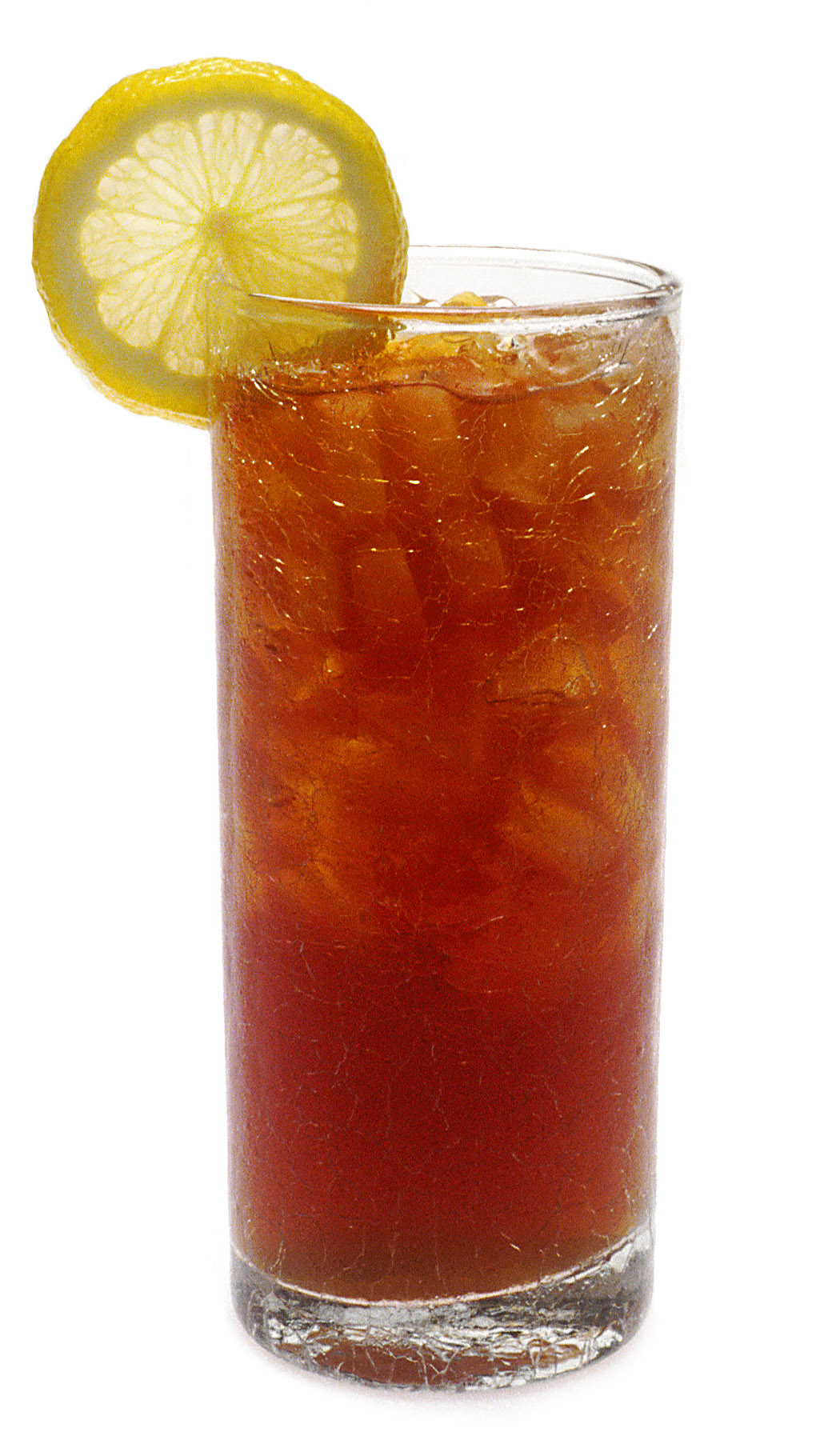
Bicchiere di tè freddo

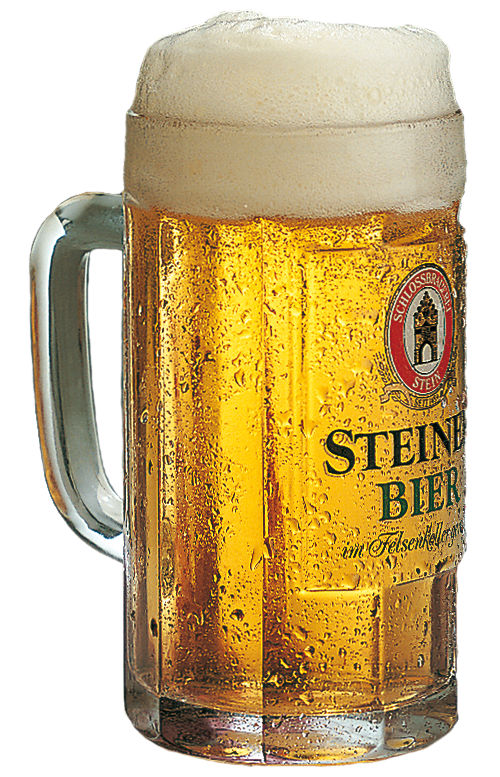
Boccale di birra

Un calice di vino rosso

Alcune tra le bevande più diffuse sono:

### Bevande analcoliche
- Succo
  - Succo di frutta
  - Succo di verdura
  - Centrifugati
- Bibite (gassate e non gassate)
  - Aranciata
  - Limonata
  - Cedrata
  - Chinotto
  - Cola (Coca-Cola, ecc.)
  - Mezzo Mix
  - Ginger ale
  - Bevande energetiche (Red Bull, ecc.)
  - Gazzosa
  - Acqua tonica
  - Spuma
- Sport drink (Gatorade, Powerade, ecc.)

#### Bevande non alcoliche a base di latte
- Latte aromatizzato
- Latte con cacao
- Ovomaltina
- Frappé
- Bevande a base di yogurt

#### Bevande non alcoliche a base di latte vegetale
- Latte di mandorla
- Latte di riso
- Latte di soia

#### Bevande calde, infusi
- Bevande a base di caffè:
  - Cappuccino
  - Caffè
  - Espresso
- Latte
- Bevande a base di tè:
  - Tè aromatizzato (come i chai dell'India e Paesi limitrofi, tra cui il masala chai ecc.)
  - Tè freddo
  - Bubble tea
  - Jagertee
- Mate
- Tisane
- Decotti
- Vin brulé

### Bevande alcoliche
- Birra
- Vino
  - Vino bianco
  - Vino rosso
  - Rosé o rosato
  - Vino biologico
  - Vino spumante
    - Spumante secco
    - Spumante brut
    - Spumante dolce
    - Champagne

- Sidro
- Idromele
- Liquore
  - Amaro
- Distillato o acquavite
  - Cachaça
    - Distillato della canna da zucchero
- Sakè
- Cocktail
- Aperitivo

#### La scelta del vino
La scelta di un vino è legata a regole dettate dalla propria esperienza e dall'esigenza di abbinare armonicamente il gusto di un piatto alle sue caratteristiche organolettiche. In genere si possono sintetizzare alcune indicazioni di massima tenendo presente che eccezioni e sperimentazioni personali sono sempre possibili (a proprio rischio).

##### Abbinamenti di vini più comuni
- Vini bianchi con il pesce;
- Vini rossi con piatti di carne;
- Vini leggeri bianchi o rosati con le minestre, accompagnando il gusto con la salsa del condimento;
- Vini delicati con pietanze dai sapori leggeri;
- Vini robusti con sapori robusti e intingoli scuri;
- Vini giovani con pietanze semplici;
- Vini invecchiati con piatti elaborati;
- Vini rotondi con minestre leggere e pietanze semplici;
- Vini acidi e tannici con piatti grassi e cotti a lungo con salse sapide;
- Vini più corposi, strutturati e invecchiati da ultimo con i formaggi;
- Vini dolci o liquorosi con i dolci;
- Spumanti secchi, brut o champagne, con antipasti leggeri o di pesce, ma anche a tutto pasto.

Infine, quando si organizza un pranzo (o una cena), occorre tener presente che le portate e i relativi vini dovrebbero essere serviti iniziando dai sapori più leggeri e delicati aumentando (eventualmente) l'intensità dei sapori e la forza dei vini che li accompagnano gradualmente nel corso del pasto.

## Imbottigliamento
Gli impianti per l'imbottigliamento oggi sono completamente automatizzati: le bottiglie si muovono su un nastro trasportatore nei vari reparti.
Dopo il lavaggio e l'eventuale sterilizzazione cioè vengono eliminati tutti i batteri ed eventuale sporcizia, vengono avviate alla dosatrice, che versa una piccola dose concentrata di prodotto, e poi alla riempitrice, che le riempie con acqua satura di anidride carbonica; poi passano alle tappatrici, che le chiudono coi tappi a corona, e alle etichettatrici.

## Problematiche
L'uso eccessivo di alcune bevande può produrre effetti collaterali persistenti importanti:
- Dipendenza da sostanze stimolanti,es. caffeina
- Dipendenza da sostanze alcoliche, alcolismo
- interferenza col metabolismo da sostanze zuccherine,es. diabete